# Tourism
Tourism: Songs from Studios, Stages, Hotelrooms & Other Strange Places (en español: "Turismo: Canciones de estudios, escenarios, habitaciones de hotel y otros lugares extraños") es el cuarto álbum grabado en estudio del dúo pop sueco Roxette. Publicado el 28 de agosto de 1992. 
El álbum es presentado por el dúo como un álbum de Gira, ya que en su mayoría fue grabado durante la gira mundial "Join The Joyride! World Tour" entre 1991-1992, aunque a menudo este álbum se le confunde con un álbum grabado en vivo. De hecho, este disco es en realidad una mezcla de temas grabados durante conciertos en directo y otros temas que fueron grabados en estudios de grabación de varias partes del mundo a medida que iba transcurriendo el tour. Incluso, algunos temas fueron grabados en directo; pero estando en habitaciones de hoteles y discotecas, con lo cual se logró una acústica bastante particular en dichas canciones. Así, por ejemplo, las canciones Here come the weekend y So far away fueron grabadas en directo en la habitación 603 del Alvear Palace Hotel de Buenos Aires el 4 de mayo de 1992 según puede leerse en el artículo enciclopédico del Hotel.  Para la ocasión se usaron valijas Samsonite como parte del instrumental del baterista. También se puede encontrar una versión country de "It Must Have Been Love"  la canción con la que consiguieron su tercer #1 en el Billboard norteamericano, y que para este álbum fue grabada el marzo de 1992 en el Ocean Way Recording en Los Ángeles.

## Información del álbum
Se incluyeron cuatro temas en vivo en el álbum, "The Look", "It Must Have Been Love", "Things Will Never be the Same" y "Joyride". Mientras que "It Must Have Been Love" no apareció en un álbum de Roxette hasta su álbum de grandes éxitos Don't Bore Us, Get to the Chorus!, las otras tres canciones se incluyeron en los álbumes Look Sharp! y Joyride.
Tourism tuvo poco impacto en el chart estadounidense, ya que sólo alcanzó el puesto #117 en el Billboard 200 album chart, pero vendió cerca de 273 000 copias en ese país. Le fue mejor en otros mercados, especialmente en Europa, donde permaneció en el #1 de ventas por 4 semanas en septiembre de 1992. Tras ser publicado, el álbum alcanzó el puesto #2 en el RU, permaneciendo en el chart de álbumes vendidos por 17 semanas y eventualmente obtuvo disco de oro por BPI en septiembre de 1992 por vender más de 100 000 copias. También debutó en el puesto #1 en Suecia. En 2007, EMI informó que Tourism ha vendido más de 6 millones de copias en el mundo.

## Certificación y ventas[8]
| País                 | Ventas  | Certificación | Datos de la Certificación |
| -------------------- | ------- | ------------- | ------------------------- |
| Argentina            | 180000  | Platino. x 3  |                           |
| Australia            | 70000   | Platino       | Noviembre 1992            |
| Alemania             | 750000  | Oro. x 3      | 2008                      |
| Austria              | 50000   | Platino       | 20 de junio de 1993       |
| Canadá               | 100000  | Platino       | 1992                      |
| España               | 100000  | Platino       | 1992                      |
| Finlandia            | 43423   | Oro           |                           |
| Holanda              | 50000   | Oro           | 1993                      |
| Japón                | 58020   |               |                           |
| Noruega              | 84572   |               | 1992                      |
| Suecia               | 100000  | Platino       | 15 de octubre de 1992     |
| Suiza                | 50000   | Platino       | 1992                      |
| Reino Unido          | 100000  | Oro           |                           |
| Ventas nivel mundial | 6000000 |               |                           |

## Lista de canciones
Todas las canciones escritas y compuestas por Per Gessle, excepto en las que se indican. 
| Tourism - Lanzamiento original en doble vinilo de 12" y CD el 28 de agosto de 1992 |                                                                                                   |                         |                           |          |  |
| N.º                                                                                | Título                                                                                            | Letras                  | Música                    | Duración |  |
| 1.                                                                                 | «How Do You Do!»                                                                                  |                         |                           | 3:12     |  |
| 2.                                                                                 | «Fingertips»                                                                                      |                         |                           | 3:22     |  |
| 3.                                                                                 | «The Look» (Live in Sydney - Dec 1991)                                                            |                         |                           | 5:34     |  |
| 4.                                                                                 | «The Heart Shaped Sea»                                                                            |                         |                           | 4:31     |  |
| 5.                                                                                 | «The Rain»                                                                                        |                         |                           | 4:49     |  |
| 6.                                                                                 | «Keep Me Waiting»                                                                                 |                         |                           | 3:12     |  |
| 7.                                                                                 | «It Must Have Been Love» (Live in Estadio San Carlos de Apoquindo, Santiago / Los Angeles Studio) |                         |                           | 7:08     |  |
| 8.                                                                                 | «Cinnamon Street»                                                                                 |                         |                           | 5:04     |  |
| 9.                                                                                 | «Never Is A Long Time»                                                                            |                         |                           | 3:44     |  |
| 10.                                                                                | «Silver Blue»                                                                                     |                         |                           | 4:05     |  |
| 11.                                                                                | «Here Comes The Weekend»                                                                          |                         |                           | 4:11     |  |
| 12.                                                                                | «So Far Away» (Buenos Aires Hotelroom)                                                            | Per Gessle y Hasse Huss |                           | 4:02     |  |
| 13.                                                                                | «Come Back (Before You Leave)»                                                                    |                         |                           | 4:30     |  |
| 14.                                                                                | «Things Will Never Be The Same» (Live in Zürich)                                                  |                         |                           | 3:22     |  |
| 15.                                                                                | «Joyride» (Live in Sydney - Dec 1991)                                                             |                         |                           | 4:50     |  |
| 16.                                                                                | «Queen of Rain» (versión original; canción en estudio: Estocolmo)                                 |                         | Per Gessle & Mats Persson | 4:49     |  |
| 1:10:22                                                                            |                                                                                                   |                         |                           |          |  |

| Tourism - Relanzamiento en CD en 2009 (incluye 2 canciones extra) |                      |          |  |
| N.º                                                               | Título               | Duración |  |
| 16.                                                               | «Fingertips '93»     | 3:39     |  |
| 17.                                                               | «2, Cinnamon Street» | 5:05     |  |

| Tourism - Relanzamiento en iTunes en 2009 (incluye 2 canciones extra) |                                                      |          |  |
| N.º                                                                   | Título                                               | Duración |  |
| 16.                                                                   | «Fading Like a Flower (Every Time You Leave)» (Live) |          |  |
| 17.                                                                   | «Paint» (Live)                                       |          |  |
| 18.                                                                   | «It Must Have Been Love» (Live)                      |          |  |
| 19.                                                                   | «Dressed for Success» (Live)                         |          |  |
| 20.                                                                   | «Hotblooded» (Live)                                  |          |  |

| Tourism - Edición digital del 30 aniversario lanzado en 2023 |                                                              |          |  |
| N.º                                                          | Título                                                       | Duración |  |
| 1.                                                           | «How Do You Do!»                                             | 3:09     |  |
| 2.                                                           | «Fingertips»                                                 | 3:34     |  |
| 3.                                                           | «The Look» (Live in Sydney - Dec 1991)                       | 5:32     |  |
| 4.                                                           | «The Heart Shaped Sea»                                       | 4:32     |  |
| 5.                                                           | «The Rain»                                                   | 4:49     |  |
| 6.                                                           | «Keep Me Waiting»                                            | 3:15     |  |
| 7.                                                           | «It Must Have Been Love» (Live in Santiago - Apr 1992)       | 2:17     |  |
| 8.                                                           | «It Must Have Been Love» (L.A. Version 1992)                 | 4:45     |  |
| 9.                                                           | «Cinnamon Street»                                            | 5:01     |  |
| 10.                                                          | «Never Is A Long Time»                                       | 3:46     |  |
| 11.                                                          | «Silver Blue»                                                | 4:07     |  |
| 12.                                                          | «Here Comes The Weekend»                                     | 4:11     |  |
| 13.                                                          | «So Far Away» (Buenos Aires Hotelroom)                       | 4:03     |  |
| 14.                                                          | «Come Back (Before You Leave)»                               | 4:41     |  |
| 15.                                                          | «Things Will Never Be The Same» (Live in Zürich)             | 3:12     |  |
| 16.                                                          | «Joyride» (Live in Sydney - Dec 1991)                        | 4:48     |  |
| 17.                                                          | «Queen of Rain»                                              | 4:51     |  |
| 18.                                                          | «Fingertips '93»                                             | 3:41     |  |
| 19.                                                          | «2, Cinammon Street»                                         | 5:06     |  |
| 20.                                                          | «How Do You Do!» (T & A Demo - Apr 4, 1992)                  | 4:51     |  |
| 21.                                                          | «Never Is A Long Time» (Torsgatan Piano Demo - Sep 24, 1987) | 4:13     |  |
| 22.                                                          | «Here Comes The Weekend» (T & A Demo - Mar 30, 1988)         | 4:12     |  |
| 23.                                                          | «Fingertips» (T & A Demo - Jan 28, 1992)                     | 3:26     |  |
| 24.                                                          | «Silver Blue» (T & A Demo - May 21, 1987)                    | 3:59     |  |
| 25.                                                          | «The Heart Shaped Sea» (T & A Demo - Apr 4, 1992)            | 4:51     |  |
| 26.                                                          | «Never Is A Long Time» (EMI Demo - Sep 26-30, 1987)          | 3:51     |  |
| 27.                                                          | «The Rain» (T & A Demo - Dec 29, 1991)                       | 4:43     |  |
| 28.                                                          | «Keep Me Waiting» (T & A Demo - Aug 18, 1990)                | 4:43     |  |
| 29.                                                          | «Come Back (Before You Leave)» (T & A Demo - Apr 8, 1990)    | 3:48     |  |
| 30.                                                          | «Queen Of Rain» (T & A Demo - Jan 2, 1990)                   | 4:28     |  |
| 31.                                                          | «Cinnamon Street» (T & A Demo - Jan 2, 1992)                 | 4:46     |  |
| 32.                                                          | «Never Is A Long Time» (T & A Demo - Nov 11, 1987)           | 3:49     |  |
| 33.                                                          | «Silver Blue» (EMI Demo - Sep 26-30, 1987)                   | 4:12     |  |
| 34.                                                          | «The Heart Shaped Sea» (T & A Demo - May 1991)               | 4:08     |  |

## Créditos
- Voces — Per Gessle y Marie Fredriksson
- Letras — Per Gessle en todas las canciones, excepto:

"So Far Away": Per Gessle y Hasse Huss
- Música — Per Gessle, excepto la siguiente:

"Queen of Rain": Per Gessle y Mats M.P. Persson.
Producido y arreglado por Clarence Öfwerman.
Todas las canciones publicadas por Jimmy Fun Music.